# Après-soleil
Un après-soleil est une crème qui s'applique après une exposition prolongée au soleil notamment après un coup de soleil. L'objectif de l'après-soleil est de réhydrater la peau et d’apaiser les douleur liées au soleil,.